# Dorjkhandyn Khüderbulga
Dorjkhandyn Khüderbulga (7 de mayo de 1992) es un luchador mongol de lucha libre. Participó en tres campeonatos mundiales consiguiendo la 7.ª posición en 2014. Ganador de la medalla de bronce en Juegos Asiáticos de 2014. Obtuvo cuatro medallas en campeonatos asiáticos, de oro en 2014. Tercero en Universiada de 2013. Segundo en los Juegos Mundiales Militares de 2015. Dos veces representó a su país en la Copa del Mundo, en 2014 clasificándose en la quinta posición.